# ヴェスプレーム
ヴェスプレーム （ハンガリー語:Veszprém 、ドイツ語: Weißbrunn, クロアチア語: Vesprim, Besprim スロバキア語: Vesprím, セルビア語: Vesprimまたはキリル文字表記: Весприм）は、ハンガリーの都市。バラトン湖のおよそ15km北にあり、ヴェスプレーム県の県都となっている。

## 位置
ヴェスプレームはシェード川の両岸に位置し、首都ブダペストからおよそ110km離れている（M7高速道、および国道8号線）。82号線を経由すればジェールから、8号線を経由すればセーケシュフェヘールヴァールから行くことができる。

## 歴史

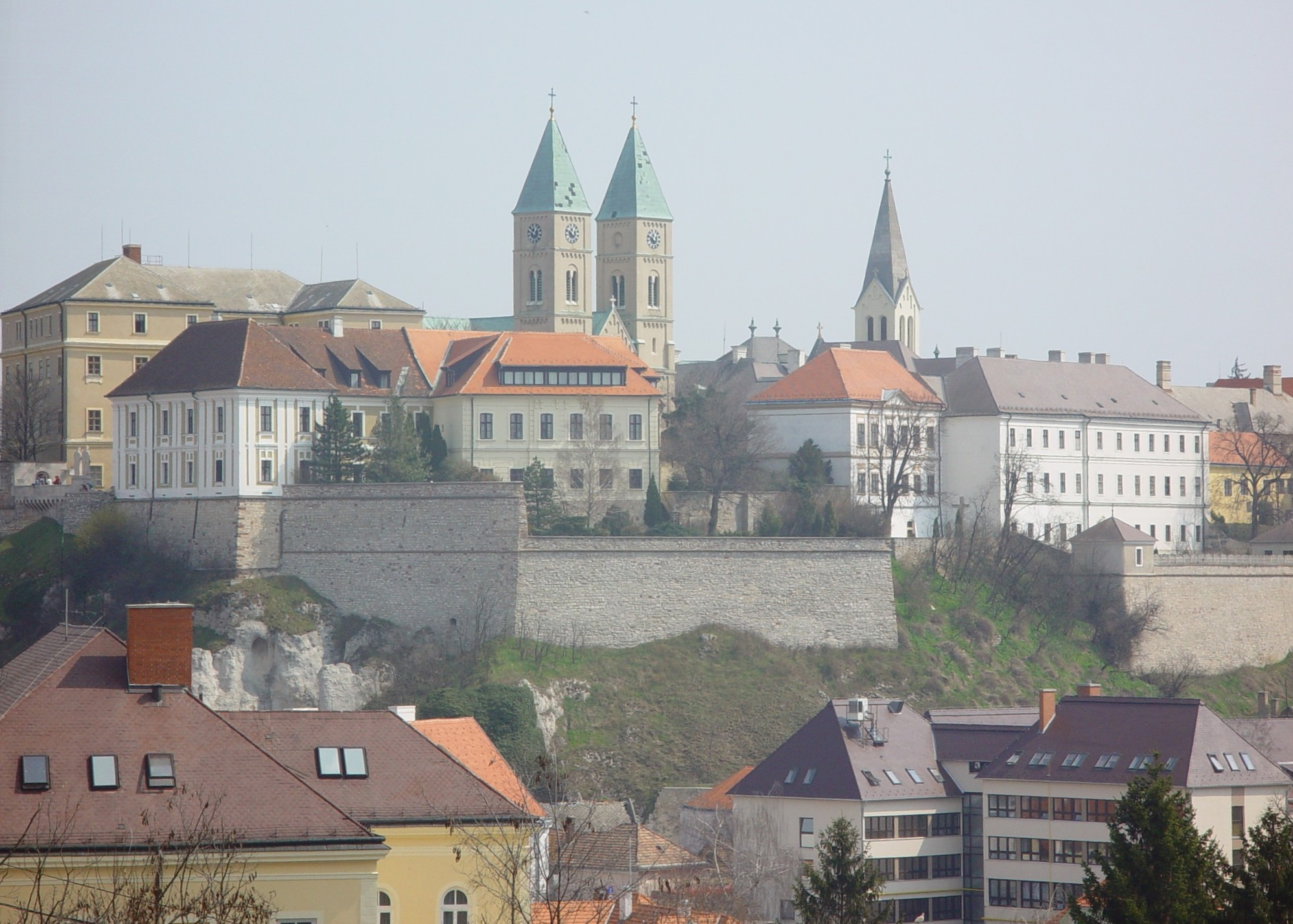
ヴェスプレーム城

地元の言い伝えによれば、ヴェスプレームは7つの丘の上につくられたという。7つの丘とは、ヴァールヘジ（城の丘）、ベネデク＝ヘジ（聖ベネディクトゥスの丘）、イェルサーレム＝ヘジ（エルサレムの丘）、テメチョヘジ（墓地の丘）、Gulyadomb（家畜の丘）、カールヴァーリア（騎兵の丘）、チェルハートのことをいう。
ベーラ3世の公証人である氏名不詳の人物は、マジャル族がこの一帯を征服したとき既に城がこの地に建っていたと記していた。城はおそらく9世紀のフランク族の要塞である。ヴェスプレーム、エステルゴム、セーケシュフェヘールヴァールの城は初期のハンガリーの石造城で、族長ゲーザ（en）の時代には既に建っていた。
ヴェスプレームという地名の由来は、スラヴ語のBezprym（ベズプリム）という個人名から発している。スロバキアの作家ヤーン・コラーは、ペルンの村を意味するVes Perunovaから発生したとしており、白い井戸を意味するドイツ語Weiss-Brunnも同じ発祥だと記述している。市名はのちの族長、またはユディト王女（イシュトヴァーン1世の姉）の息子から名付けられた（ユディトと子は、夫であるポーランド王ボレスワフ1世によって追放された後、ヴェスプレームに移り住んでいた）。
ヴェスプレームは、キリスト教をハンガリーの国教と定める戦いの間重要な宗教的役割を担った。イシュトヴァーン1世は、ヴェスプレーム近郊で宿敵コッパーニの軍を打ち負かした。ヴェスプレームは1009年にハンガリー初の司教座が置かれ、1993年には大司教座が置かれた。コミタトゥス・ヴェスプレームはハンガリー初期の歴史的県の一つである。
ヴェスプレームはイシュトヴァーン1世の王妃ギーゼラのお気に入りの都市であった。数世紀に渡り、ハンガリー王妃らはヴェスプレーム司教の手で戴冠した。市はいまもしばしば『王妃の市』と呼ばれる。
モンゴル族のハンガリー侵攻の間、ヴェスプレームは城によって守られた。しかし城は1706年にハプスブルク家の命令で放棄された。
ヴェスプレームは大学を持っていた古いハンガリー都市の一つである。大学では学生たちが法律と芸術を学んでいた。1276年の火事で大学は焼け落ち、再びヴェスプレームに大学ができたのは20世紀になってからのことである。

## 人口
2001年調査による人口の民族比
- ハンガリー人 - 94.7%

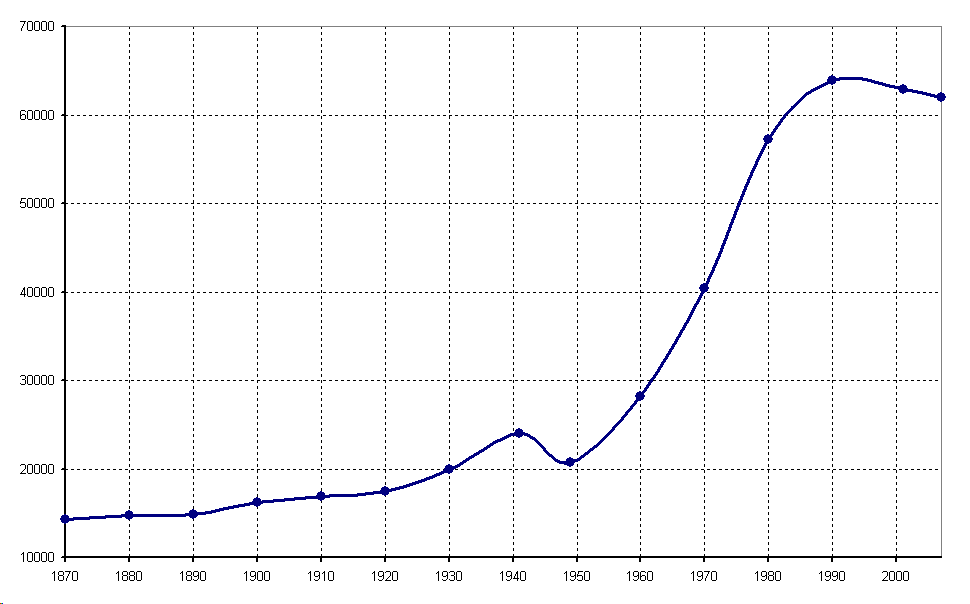
ヴェスプレームの人口変動(1870年-2007年)

- ドイツ人（別名ドナウ・シュヴァーベン人） - 1.7%
- その他 - 1%
- 無回答 - 2.6% (主として民族的にはハンガリー人だがコスモポリタンを自称)

宗教 (2001年調査)
- カトリック - 57%
- カルヴァン派 - 9.7%
- ルーテル教会 - 3%
- その他 - 1.3% (主としてキリスト教徒)
- 無神論 - 19%
- 無回答 - 10% (主に無神論者)

## 姉妹都市
| - ボトロップ, ドイツ - グラッドサクセ, デンマーク - オッティニー＝ルーヴァン＝ラ＝ヌーヴ, ベルギー - パッサウ, ドイツ - ロヴァニエミ, フィンランド | - スフントゥ・ゲオルゲ, ルーマニア - タルトゥ, エストニア - ティラト・カルメル, イスラエル - ジャムベルク, チェコ共和国 |

## ギャラリー
- センターロムサーグ広場
- 聖ベネディクトゥスの丘から見たヴェスプレーム城
- 三位一体柱とフランシスコ会派教会
- セント・ミハーイ教会
- 大司教邸
- セント・ラースロー教会
- ヴェスプレーム県庁
- 下町のコッシュート・ラヨシュ通り